# Estile (Uede)
Estile (em árabe: ﺳﻄﻴﻞ; romaniz.: Still; em francês: Stile) é uma cidade e comuna localizada na província de Uede, Argélia. Segundo o censo de 2008, a população total da cidade era de  habitantes.